# مركز أبحاث يوليش

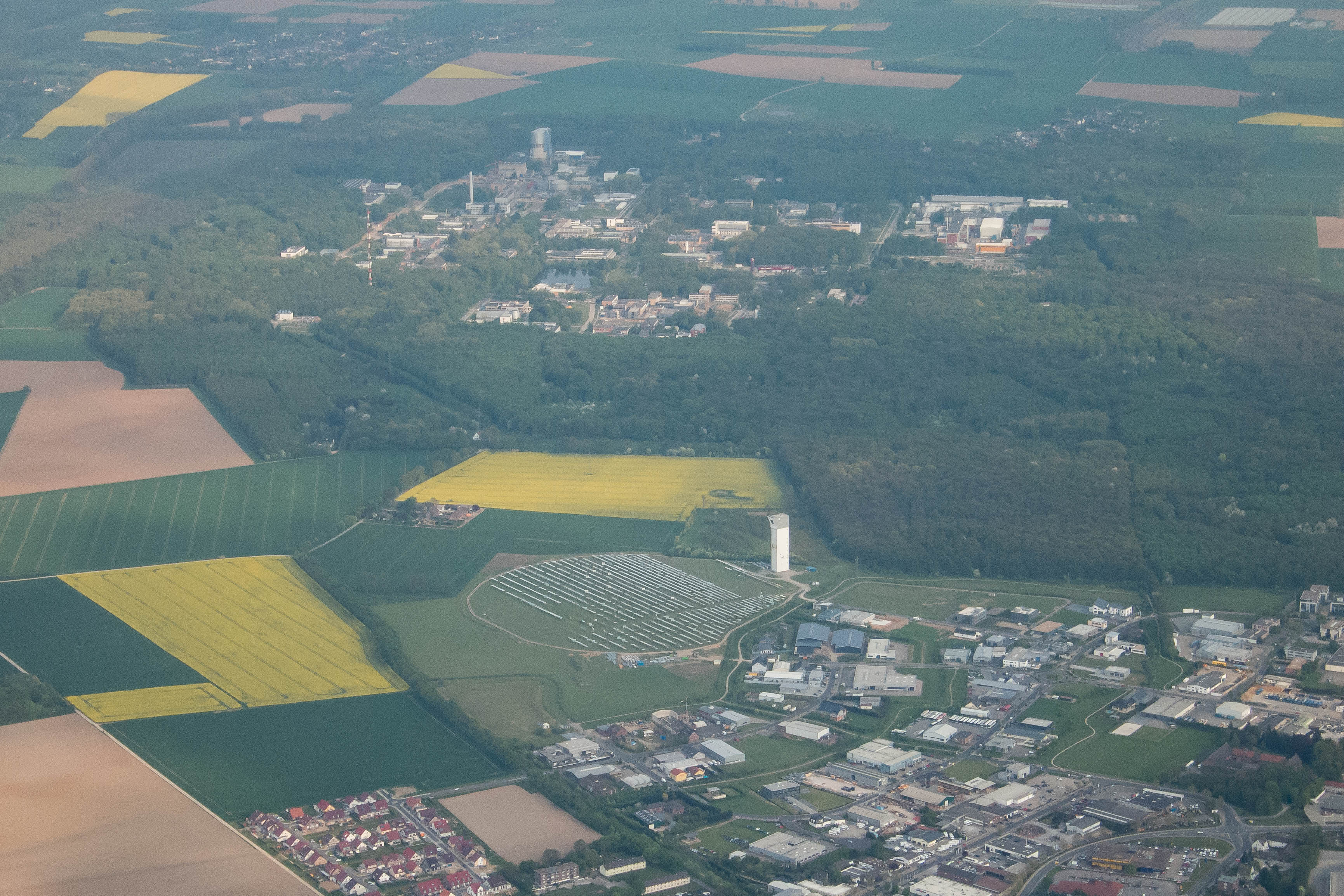
صورة من الجو لمركز أبحاث يوليش

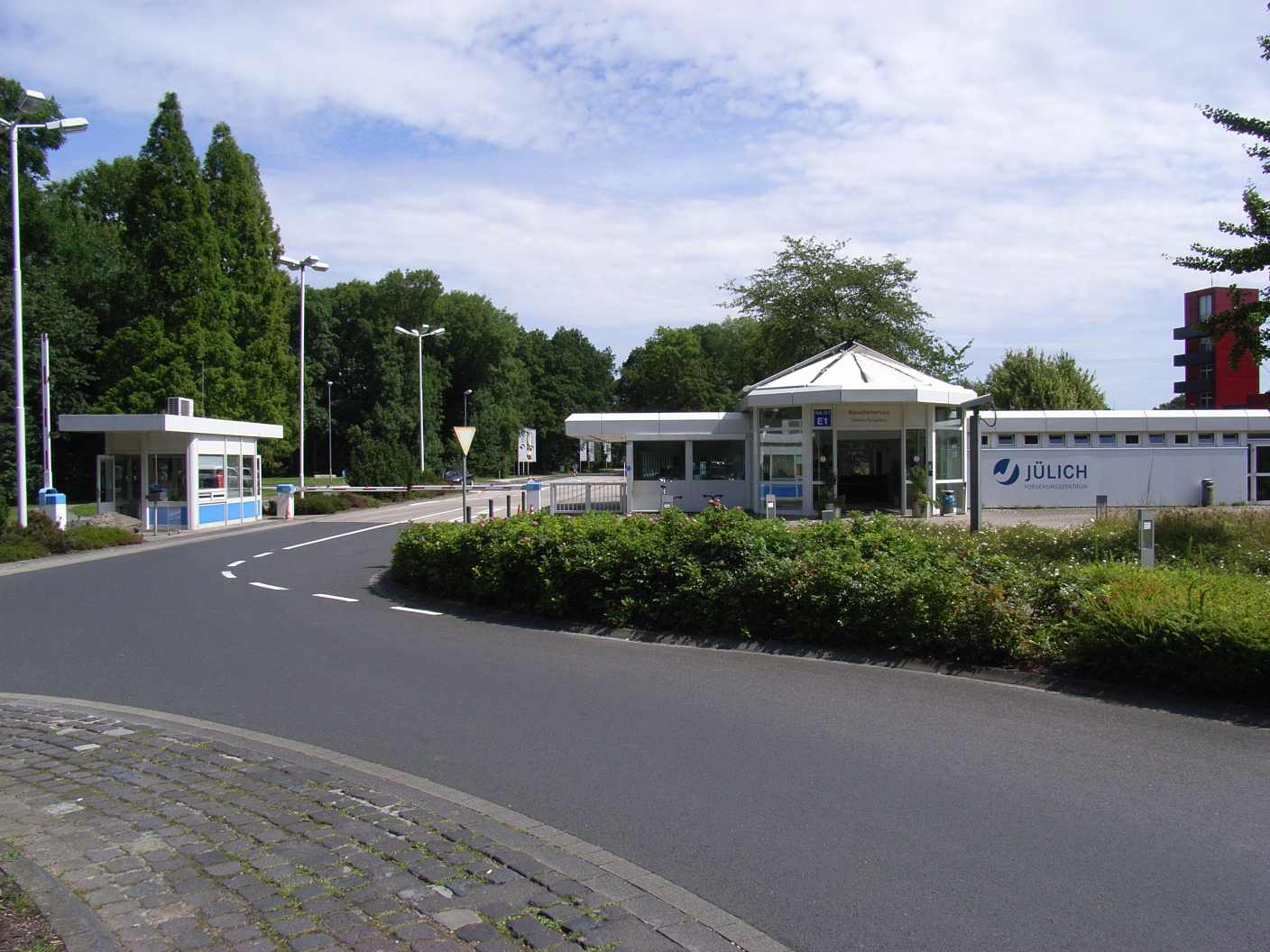
المدخل الرئيسي لمركز أبحاث يوليش

مركز أبحاث يوليش  أو مركز أبحاث يوليخ  (بالألمانية: Forschungszentrum Jülich) هو أحد أكبر مراكز البحوث النووية في ألمانيا، ويتبعه مفاعل نووي للأبحاث من نوع فريد وهو مفاعل الحرارة العالية AVR . ومن أهم البحوث التي تؤدى فيه البحوث الأساسية في الفيزياء وبحوث الحواسيب الإلكترونية الفائقة. كما تؤدى فيه بحوث علمية في مجالات الصحة، والطاقة، والبيئة، وكذلك بحوث المعلوماتية.
يبلغ عدد العاملين فيه من علماء وتقنيين نحو 5800 باحثا وتقنيا (بواقع عام 2014)، وبذلك فهو يعد أحد أكبر مراكز البحث العلمي في أوروبا. ويعرف بين العلماء في العالم بـ Jülich Research Center (JRC).

## الموقع
يقع مركز أبحاث يوليش في وسط أحد الغابات في غرب ألمانيا بالقرب من مدينة يوليش بولاية راينلاند.تبلغ مساحته 2و2 كيلومتر مربع.

## التمويل
تبلغ ميزانية المركز العلمي السنوية نحو 530 مليون يورو (في عام 2009). ويتكون التمويل من نسبة 90% تدفعها الحكومة المركزية ببرلين و 10% من حكومة ولاية شمال الراين - وستفاليا.

## الطاقم العلمي
يشتغل في مركز أبحاث يوليش نحو 5700 من الباحثين والتقنيين (حسب تقدير عام 2015)، وهم يؤدون البحث العلمي في مجالات الفيزياء والكيمياء، والبيولوجيا، والطب والهندسة في إطار البحوث الأساسية وتطبيقها في مجالات الصحة والمعلوماتية، والبيئة، والطاقة. من بين العاملين فيه نحو 1500 من العلماء يقومون بالبحوث المتقدمة، ونحو 400 باحث يسعون للحصول على الدكتوراة في مجال دراستهم، ونحو 150 من الطلاب الذين يسعون للحصول على دبلوم. كما يعمل نحو 400 موظف في إدارة المشروعات والشؤون الإدارية والخدمات، ونحو 1500 من التقنيين، بينما نحو 330 من طلبة التدريب الذين ينهون فترة تدريبهم في نحو 20 من المجالات العلمية والتقنية المختلفة.
كما يضم المركز نحو 800 من الباحثين الزائرين، يأتون سنويا لفترات قصيرة يزاولون البحث والتدريب، يأتون من نحو 50 بلد أجنبي.

## تاريخ المركز والنظام الإداري
قرر برلمان ولاية نورد راين-وستفاليا في 11 ديسمبر 1956 بناء مفاعل نووي تجريبي،
 وتبنى المشروع وكيل وزارة الاقتصاد والمواصلات لولاية نورد راين وستفاليا "ليو براند"، واختير الموقع في غابة ستيترنيش، ووضع الحجر الأساسي لمفاعلين تجريبيين: "مفاعل الأبحاث يوليش 1" MERLIN ومفاعل الأبحاث يوليش 2 (DIDO)؛ وهذا المفاعل الثاني من نوع مفاعل ديدو ويعمل بالماء الثقيل. بدأ مفاعل «مرلين» في عام 1958، وبدأ العمل في مفاعل "ديدو" في عام 1962. وفي عام 1967 انضم إليهم "مفاعل الحرارة العالية]] AVR الذي أصبح يمد التيار الكهربائي في الشبكة الكهربائية العامة. وقامت "مؤسسة البحوث النووية يوليش " برعاية مفاعل الحرارة العالية، وشاركت في مصروفاته. ومفاعل "آيه فاو أر " هو مفاعل تجريبي لإنتاج الطاقة الكهربائية، وفكرته أن يعمل على تسخين غاز خامل (مثل الهيليوم) إلى درجات حرارة تصل إلى 1200 درجة مئوية، يمكن استغلالها في إنتاج الطاقة الكهربائية بكفاءة أعلى من المفاعلات الا تقوم بتسخين الماء وتصل درجة حرارتها 500 درجة مئوية فقط.
في أواسط الثمانينيات من القرن الماضي خفضت مؤسسة الأبحاث النووية  أشغالها بالنسبة لاستمرار تطوير مفاعلات الحرارة العالية العاملة بتبريد غازي. وتبنت المؤسسة تشييد مصدر نيوترونات كبير بطريقة التشظي واعطته أولوية. في نفس الوقت بدأت بحوث علمية لحل مسائل حيوية تختص بالبيئة والمجتمع. ولهذا تغيرت في عام 1990 تسمية المركز إلى مركز أبحاث يوليش  FZJ .
في عام 1985 أغلق المفاعل MERLIN وفي عام 2006 أغلق المفاعل DIDO. وخلال السنوات من 2000 إلى 2008 أزيل مفاعل «مرلين» تماما. وكانت محاولة من المركز لاستقطاب مشروع مصدر نيوتروني تشظي أوروبي European Spallation Source وبنائه في يوليش ولكن في عام 2003 لم يحصلوا على موافقة البلاد الأوروبية المشتركة.

## مفاعل الأبحاث يوليش FRJ-2

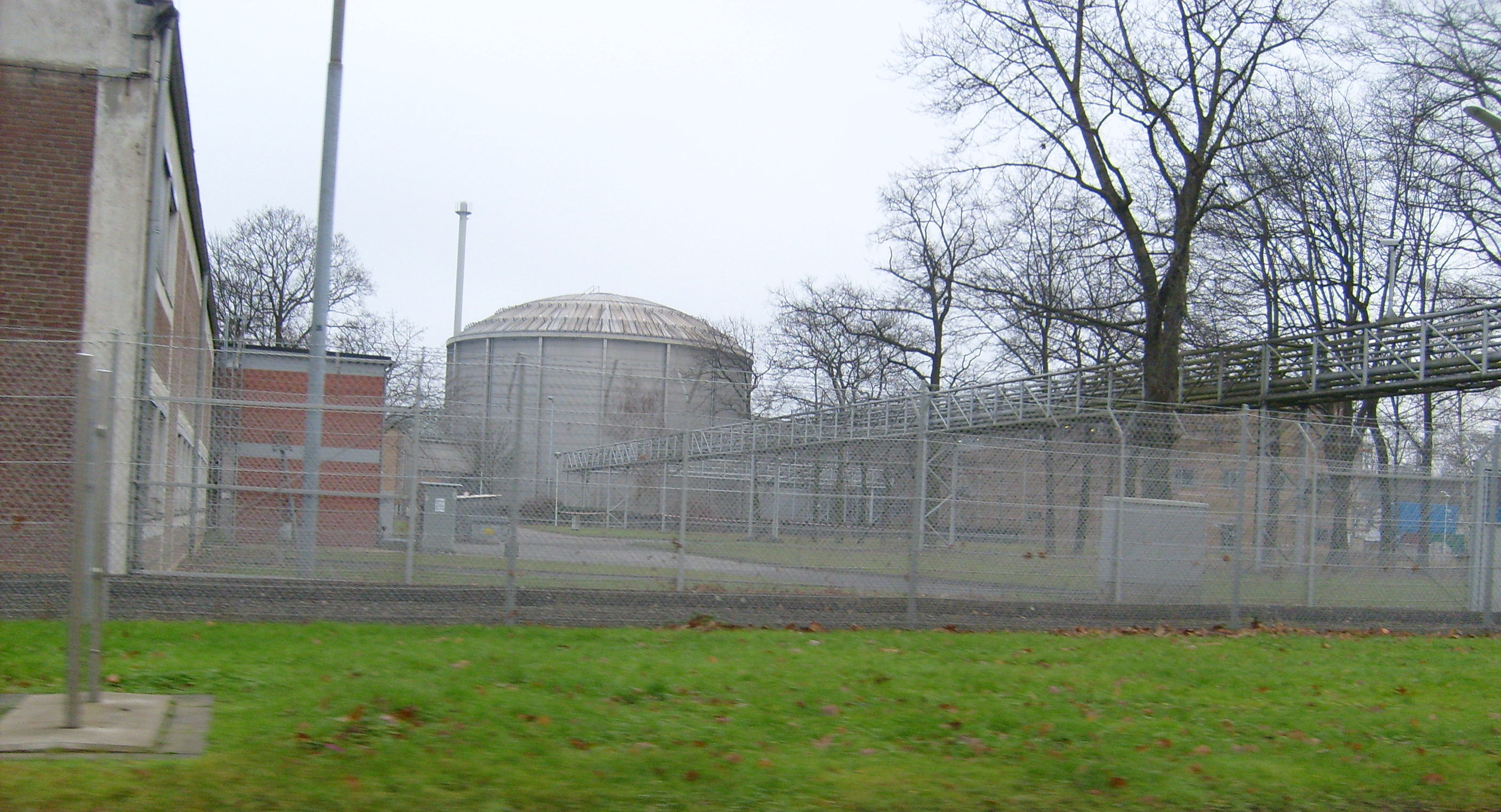
مفاعل أبحاث يوليش FRJ-2

كان مفاعل الأبحاث يوليش2 (FRJ-2) من نوع مفاعل ديدو وكان يستخدم في تجارب تشتت النيوترونات على المادة، وهذا النوع من المفاعلات يستخدم الماء الثقيل كمهديء للنيوترونات وكمبرد للوقود، وهو ينتج فيضا من النيوترونات شديد الكثافة. يصلح للبحوث المتقدمة المتعلقة بابتكار مواد جديدة تستخدم في الصناعة وكذلك في البحوث الفريائية الأساسية. كان المفاعل ديدو يصدر فيضا نيوترونيا يعد من أشد أفياض النيوترونات بين مفاعلات ألمانيا، وكان يستخدم في تجارب تشتت النيوترونات وفي تجارب المطيافية المؤداة على المواد الصلبة لدراستها.
في 2 مايو 2006 أغلق المفاعل عام FRJ-2
بعد أن كان يعمل لمدة 44 سنة، حيث كان لمدة 18,875 يوم في التشغيل. اقتلعت الأجهزة العلمية التي كانت تعمل عليه وأرسلت إلى مركز علمي تابعا ليوليش يقوم بتشغيل مفاعل أبحاث جارخينغ FRM II بالقرب من ميونيخ.
وبعد إغلاق مفاعل يوليش 2 تأسس مركز يوليش لبحوث النيوترونات JCNS. وهذا المركز يقوم بتشغيل عدة أجهزة في معاهد بحث متعددة بها مصادر شديدة للنيوترونات، منها مفاعل ميونيخ FRM II ، ومعهد لاوي-لانغفين في غرينوبل بفرنسا، ومصدر نيوترونات تشظي SNS في أوكريدج بالولايات المتحدة، وكان يقدم في نفس الوقت فرص البحث العلمي للباحثين الأجانب على أجهزته المتقدمة المنتشرة في مختلف البلدان.

## معاهد في مركز أبحاث يوليش
يجرى البحث العلمي في يوليش في نطاقات الصحة، والطاقة، والبيئة والمعلوماتية. وكلها تتم تحت رعاية علمية من الباحثين الفيزيائيين ومتخصصي المعلوماتية.
- المعاهد:
  - معهد المحاكاة التقدمي (IAS)
  - معهد العلوم الحيوية والجيولوجية (IBG)
  - معهد النظم المعقدة (ICS)
  - معهد بحوث الطاقة والمناخ (IEK)
  - معهد الفيزياء النووية (IKP)
  - معهد علوم الأعصاب والطب (INM)
  - مركز يوليش لأبحاث النيوترون (JCNS)
  - معهد بيتر غرونبرج (PGI)
  - المعهد المركزي للعلوم الهندسية والإلكترونية والتحليل (ZEA)

## المفاعل النووي AVR

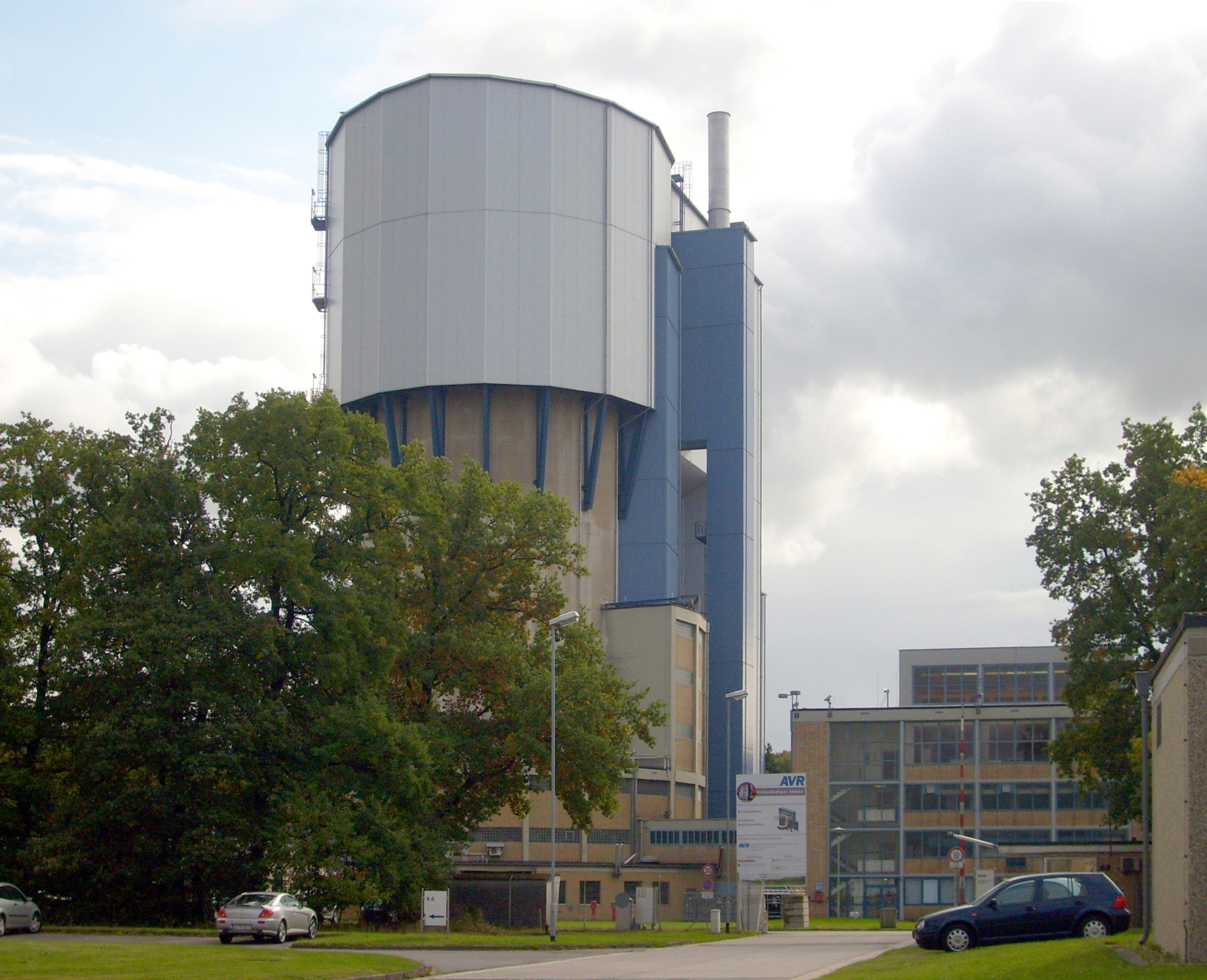
مفاعل نووي للحرارة العالية AVR ، صورة بعد إغلاقه

هو مفاعل مبني على ما يسمى «كومة دانيل» نسبة إلى صاحب فكرته «فارينجتون دانيل» مخترع مفاعل حوض الكرات. قام بتنفيذ الفكرة الفيزيائي الألماني «رودولف شولتن» في مفاعل أيه فاو أر.
مجموعة شركات ألمانية عددها 15 تقوم بإنتاج الكهرباء في ألمانيا، واتفقت سويا على تكوين مشاركة consortium لبناء وتشغيل مفاعل الحرارة العالية AVR.
خلال فترة تشغيله كان تشغيله صعبا، وحدثت فيه بعض الحوادث المؤسفة، وفي تقرير عام 2014 أعترف مركز أبحاث يوليش بأخطاء في تشغيل المفاعل في عام 1978.
وتولت مؤسسات حكومية تفكيك المفاعل والتخلص من نفاياته المشعة. في عام 2003 أصبح المفاعل وما فيه من وقود نووي ملكا للدولة. وقامن بتخزين وقوده النووي - وهو عبارة عن كرات من الجرافيت تحتوي في وسطها على الثوريوم القابل للانشطار - وقامت بتعبئتها في 152 من أوعية سميكة من الفولاذ casks ، مغلقة غلقا محكما وأودعتها في مخزن بني خصيصا بالقرب من مدينة أهاوس. ومنذ عام 2012 تتشاور حكومتي برلين والولايات المتحدة على شحن تلك الأوعية بما فيها من وقود نووي مستهلك إلى الولايات المتحدة الأمريكية. وفي عام 2014 بني حائط احطياطي ثاني حول مخزن الأوعية وما فيها من وقود نووي لحمايتها من الاعتداءات الإرهابية التي قد تجرى بطائرة انتحارية.
في عام 2010 قام مركز أبحاث يوليش بتقديم طلب إلى منجم ملح «أسه» ASSE في شمال ألمانيا تقوم الحكومة بتشغيله كملقى تجريبي للمواد المشعة منخفضة النشاط الإشعاعي. وكان الطلب بغرض أيداع النفايات المشعة المنخفضة الإشعاع الناتجة من مفاعل الحرارة العالية في ملقى «أسه» على عمق 800 متر تحت الأرض.

## تشييد مركز ايرنست روسكا
في عام 2004 أسس مركز ايرنست روسكا للميكروسكوبية الإلكترونية، ومزمع إلحاقه بأحدث ميكروسكوب إلكتروني تخللي، وسوف تتاح الفرصة أيضا للباحثين الأجانب بإجراء بحوثهم فيه.
يعمل مركز أبحاث يوليش في تعاون أيضا مع الكلية العليا للتقنية الموجودة في مدينة آخن وقاما سويا في عام 2007 بتكوين "اتحاد يوليش وآخن للبحوث JARA .
كما يتعاون مركز أبحاث يوليش مع جامعة كولونيا وجامعة بون وآخن في البحوث العلمية.

## اقرأ أيضا
- مركز أبحاث كارلسروه
- مفاعل الأبحاث الأسترالي
- مفاعل نووي
- مفاعل ديدو
- مفاعل الماء الخفيف
- مفاعل الماء المغلي
- مفاعل الماء المضغوط